# Saint-Hilaire-lez-Cambrai
Saint-Hilaire-lez-Cambrai là một xã ở tỉnh Nord ở miền bắc nước Pháp. Xã này có diện tích 6,41 km², dân số năm 1999 là 1656 người. Khu vực này có độ cao trung bình 97 mét trên mực nước biển.